# Hans von Bülow (chef d'orchestre)
Pour les articles homonymes, voir Hans von Bülow et Famille von Bülow.
Hans von Bülow (né le 8 janvier 1830 à Dresde et mort le 12 février 1894 au Caire) est un pianiste, chef d'orchestre, compositeur et musicographe allemand.

## Biographie
Élève de Friedrich Wieck — le père de Clara Schumann —, puis de Franz Liszt, Hans von Bülow épouse en 1857 la fille de ce dernier, Cosima, dont il aura deux enfants, Daniela et Blandine. Il crée publiquement, le 22 janvier 1857, la Sonate pour piano en si mineur de Liszt à l'occasion du baptême d'un grand piano à queue Bechstein à Berlin.
Sa rencontre avec Wagner dont il devient le disciple fidèle lui vaut d'être nommé chef de l'orchestre du théâtre de Zurich. Nommé ensuite au Bayerische Staatsoper, à Munich, il y crée Tristan et Isolde en 1865 et Les Maîtres Chanteurs de Nuremberg en 1868.
Quand en 1867 Cosima le quitte pour Wagner, avec qui elle entretient une relation depuis 1864, il ressent durement la trahison de sa femme et de son meilleur ami. Il part pour une tournée mondiale où il alterne concerts de piano et direction d'orchestres. Il ne rompt cependant pas avec l'œuvre de  Wagner, qu'il peut diriger sans partition, de mémoire.
Il revient en Allemagne en 1877 ; en 1880, il est nommé directeur musical de la cour du duc de Saxe-Meiningen ; il fait de la Meininger Hofkapelle un orchestre modèle qu'il dirige de 1880 à 1885 et qui marquera la tradition allemande dans le sens d'une rigueur accrue. Il se tourne désormais vers la musique de Johannes Brahms et de Joseph Joachim Raff. Menant simultanément son enseignement dans différents conservatoires, il compte pour élève Karl Heinrich Barth qui sera à son tour le maître de Wilhelm Kempff et d'Arthur Rubinstein. Il devient aussi, de 1887 à 1893, le premier chef d'orchestre de l'Orchestre philharmonique de Berlin.
Il meurt lors d'une tournée au Caire en 1894, ses funérailles se déroulent à Hambourg.

## Compositions
- 6 Lieder, Op. 1
- Rigoletto-Arabesken, Op. 2
- Mazurka-Impromptu. Op. 4
- 5 Lieder, Op. 5
- Invitation à la Polka, Op. 6
- Rêverie fantastique, Op. 7
- Cycle de chansons Die Entsagende, Op. 8
- Ouverture et marche d'après la pièce Jules César de Shakespeare, Op. 10
- Ballade, Op. 11
- Chant polonais (d'après F. H. Truhn), Op. 12
- Mazurka-Fantasie, Op. 13
- Elfenjagd. Impromptu, Op. 14
- Des Sängers Fluch, ballade pour orchestre, Op. 16
- Rimembranze dell'opera Un ballo in maschera, Op. 17
- Trois Valses caractéristiques, Op. 18
- Tarantella, Op. 19
- Nirvana: symphonisches Stimmungsbild, Op. 20
- Il Carnevale di Milano, piano, Op. 21
- Vier Charakterstücke, orchestre, Op. 23
- Two Romances, Op. 26
- Lacerta. Impromptu, Op. 27
- Königsmarsch, Op 28
- 5 Gesänge pour chœur mixte, Op. 29
- 3 Lieder von August Freiherrn von Loen, Op. 30

## Enregistrement
- Komponisten in Niedersachsen Vol. 2, œuvres d'August Pott, Ernst Frank, Johann Gottfried Schwanberger, Andreas Romberg et Hans von Bülow, par le Göttinger Symphonie Orchester, dir. Marc Andreae et Christian Simonis (Thorofon CTH 2414, 2000)